# Tachkent
Pour la ville de la province de Konya en Turquie, voir Taşkent.

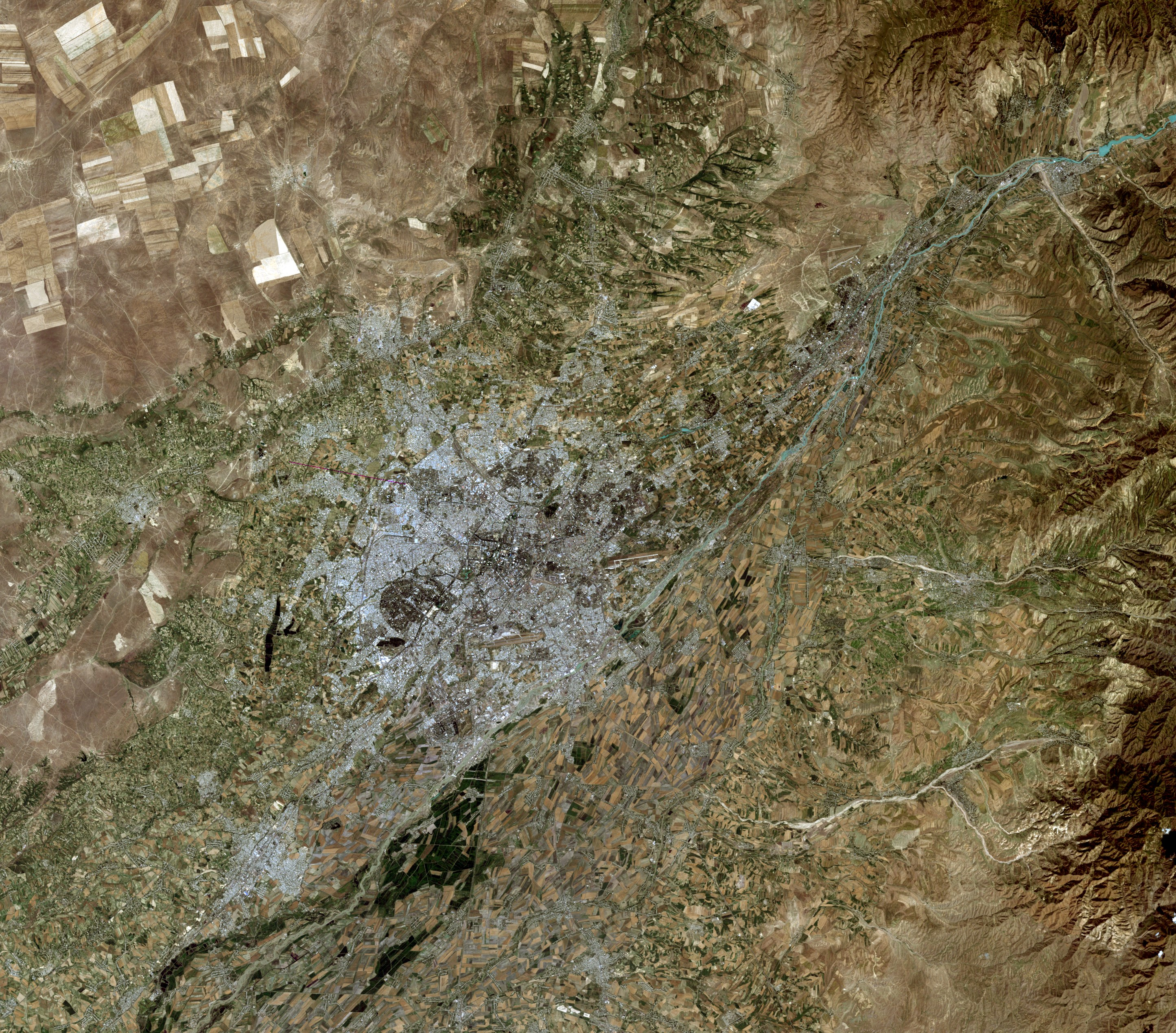
Vue satellitaire, 2010.

Tachkent (en ouzbek : Toshkent) est une métropole d'Asie centrale, capitale de l'Ouzbékistan. Située dans l'est du pays, à quelques dizaines de kilomètres de la frontière kazakhstanaise, elle compte 3,1 millions d'habitants en 2024. Administrativement, elle est à la fois une ville (Toshkent Shahri) et la capitale de la province de Tachkent (Toshkent Viloyati). La ville de Tachkent fut témoin de la bataille de la rivière Chirciq.
Son nom signifie « citadelle de pierre » (taš : pierre et kand, kent : ville ou bourg, en ouzbek). Elle a aussi porté, dans le passé, les noms de Tchatch, Chach (Shash) et Binkent. Les deux premiers sont apparentés au mot taš qui signifie « pierre », le deuxième est aussi à l'origine des mots chéchia et chèche.
Les sources ne concordent pas à propos de l'âge de la ville car les preuves historiques sont rares. Selon les autorités ouzbèkes, Tachkent aurait 2 200 ans d'histoire en 2009, tandis qu'en 1983, les autorités soviétiques avaient célébré les 2 000 ans de la ville.
Le temps local à Tachkent est +5 heures par rapport à UTC/GMT.

## Géographie

### Climat
Le climat de Tachkent est continental, avec un hiver relativement doux (sauf quelques courtes périodes de froid au-dessous du zéro), habituellement peu neigeux et un été aride avec des pics de chaleur dépassant les 40 °C (période dite de chilla entre fin juillet et début août).
- Température record la plus froide : −29,5 °C (décembre 1930)
- Température record la plus chaude : 44,6 °C (juillet 1997)
- Nombre moyen de jours avec de la neige dans l'année : 29
- Nombre moyen de jours de pluie dans l'année : 84
- Nombre moyen de jours avec de l'orage dans l'année : 14
- Nombre moyen de jours avec du brouillard dans l'année : 26

| Mois                                        | jan.      | fév.       | mars       | avril     | mai       | juin     | jui.      | août      | sep.     | oct.       | nov.       | déc.       | année      |
| ------------------------------------------- | --------- | ---------- | ---------- | --------- | --------- | -------- | --------- | --------- | -------- | ---------- | ---------- | ---------- | ---------- |
| Température minimale moyenne (°C)           | −1,3      | 0,1        | 5,3        | 10,1      | 14,3      | 18,4     | 20,1      | 18,4      | 13,4     | 8,3        | 3,6        | −0,1       | 9,2        |
| Température moyenne (°C)                    | 2,3       | 4,2        | 10,2       | 15,9      | 21,1      | 26,2     | 28,3      | 26,6      | 21       | 14,4       | 8,1        | 3,5        | 15,2       |
| Température maximale moyenne (°C)           | 7,2       | 9,5        | 16         | 22,3      | 28        | 33,6     | 35,9      | 34,9      | 29,5     | 22,2       | 14,1       | 8,6        | 21,8       |
| Record de froid (°C) date du record         | −28 1900  | −25,6 1900 | −16,9 1933 | −6,3 1913 | −1,7 1989 | 3,8 1924 | 8,2 1946  | 5,7 1996  | 0,1 1973 | −11,2 1909 | −22,1 1954 | −29,5 1930 | −29,5 1930 |
| Record de chaleur (°C) date du record       | 22,6 2021 | 27 2016    | 32,5 1971  | 36,4 2006 | 39,9 1902 | 43 1914  | 44,6 1997 | 43,1 1944 | 40 2013  | 37,5 1941  | 31,6 2017  | 27,3 1915  | 44,6 1997  |
| Ensoleillement (h)                          | 117,3     | 125,3      | 165,1      | 216,8     | 303,4     | 361,8    | 383,7     | 365,8     | 300,9    | 224,8      | 149,5      | 105,9      | 2 820,3    |
| Précipitations (mm)                         | 55        | 72         | 66         | 63        | 41        | 17       | 3         | 2         | 5        | 24         | 51         | 58         | 457        |
| dont neige (cm)                             | 3         | 2          | 0          | 0         | 0         | 0        | 0         | 0         | 0        | 0          | 0          | 2          | 7          |
| Record de pluie en 24 h (mm) date du record | 33 2014   | 49 1999    | 50 2009    | 65 1990   | 50 1895   | 36 1999  | 30 1954   | 17 2020   | 20 1969  | 38 1977    | 50 1965    | 43 1992    | 65 1990    |
| Nombre de jours avec précipitations         | 9         | 11         | 14         | 12        | 10        | 6        | 4         | 2         | 3        | 8          | 9          | 10         | 98         |
| Humidité relative (%)                       | 73        | 68         | 61         | 60        | 53        | 40       | 39        | 42        | 45       | 57         | 66         | 73         | 56         |
| Nombre de jours avec neige                  | 9         | 7          | 2          | 0         | 0         | 0        | 0         | 0         | 0        | 1          | 2          | 6          | 27         |
| Nombre de jours d'orage                     | 0,1       | 0,1        | 1          | 3         | 5         | 4        | 2         | 1         | 0,2      | 0,4        | 0,2        | 0,1        | 17         |
| Nombre de jours avec brouillard             | 5         | 2          | 1          | 0,3       | 0         | 0        | 0         | 0         | 0,1      | 0,4        | 2          | 6          | 17         |

| Diagramme climatique                                  |          |         |            |          |            |           |           |           |           |           |           |
| J                                                     | F        | M       | A          | M        | J          | J         | A         | S         | O         | N         | D         |
| 7,2−1,355                                             | 9,50,172 | 165,366 | 22,310,163 | 2814,341 | 33,618,417 | 35,920,13 | 34,918,42 | 29,513,45 | 22,28,324 | 14,13,651 | 8,6−0,158 |
| Moyennes : • Temp. maxi et mini °C • Précipitation mm |          |         |            |          |            |           |           |           |           |           |           |

## Histoire

### Archéologie
Le berceau — et donc l'âge exact — de l'actuelle Tachkent suscite les controverses. En effet, Tachkent (dans sa limite actuelle) ne dispose pas d'un seul et unique noyau historique, mais de plusieurs sites archéologiques disparates.

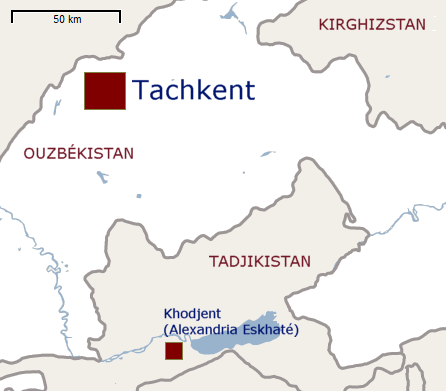
Tachkent et Khodjent.

Le plus ancien des sites antiques connus dans cette région est Kanka qui se trouve à l'extérieur de la ville actuelle dans le district d'Akkourgan de la province de Tachkent. Kanka fut fondé vers le IIIe siècle av. J.-C.
Avant d'entreprendre sa campagne en Inde en 326 av. J.-C., Alexandre le Grand quitte son quartier général à Maracanda (Samarcande) pour conquérir la citadelle à la place de l'actuelle Tachkent, au sud de laquelle, sur Jaxartes (Syr-Daria), il ordonne la construction d'une ville-comptoir et forteresse qu'il nommera Alexandrie Eskhatè (extrême), l'actuelle Khodjent au Tadjikistan.
Les chroniques chinoises du IIe siècle av. J.-C. citent un autre site situé dans la limite de la ville actuelle, Yuni, faisant partie du pays de Kangju.
Longtemps considérée comme le véritable berceau de Tachkent, la ville-État de Tchatch (aussi appelée Chach-tépa), composée de plusieurs sites fut établie au Ier siècle. Elle devient rapidement une grande oasis prospère dont le roi sassanide perse Shapur Ier fait mention dans ses écrits en 262.
Pendant longtemps, cette ville, située sur les bords de la rivière Tchirtchik, affluent du Syr-Daria, près de la chaîne montagnarde de Tian Shan, fut une étape importante sur la Route de la soie, pour les voyageurs faisant du commerce entre la Chine et l'Europe, le point de départ des caravanes allant vers la vallée de Ferghana, Kachgar et ensuite vers l'Empire du Milieu avant d'être anéanti au début du VIIIe siècle par les invasions arabes. Les vestiges de Madina Tchatcha (capitale de Tchatch) subsistent encore sous la colline Ming o'rik (Mingouriouk dans sa forme russifiée), dont le nom signifie « mille abricotiers ».

### Tchatch
Les conquérants, les périodes de prospérité et de déclin se succédèrent ici : Tchatch joua le rôle d'une petite ville provinciale, comme celui d'une forte capitale. Plusieurs siècles durant, cette ville attise les convoitises et subit la dominance de divers conquérants : des chahs perses, en passant par les hordes des Huns et des Yuezhi.
Point d'attache important du commerce et de l'artisanat sur les itinéraires de caravanes, l'actuelle Tachkent fut aussi le pôle principal du zoroastrisme jusqu'à ce que la conquête arabe, à la suite de la bataille de Talas au début du VIIIe siècle, y importât l'islam.
Le célèbre pèlerin chinois Xuanzang passa vers 631 par Tachkent et Samarcande lors de son voyage en Inde à la recherche de manuscrits sacrés bouddhiques.
À partir de cette époque, la destruction de Tchatch par les troupes du général arabe Qutayba ben Muslim vers 715 force Tachkent à se rebâtir plus au nord, à l'actuel emplacement des quartiers Khadra, Eski-Djuva et Tchorsu, sous le nom de Binkent. Elle se retrouva à son tour dans les possessions de divers khalifats musulmans avant de tomber aux mains des Mongols au début du XIIIe siècle qui l'ont complètement détruite en 1219. Plus tard, elle renaît sous le règne des Timourides (XVe siècle) et des Chaybanides qui leur ont succédé à partir de 1507, pour mener ensuite assez longtemps une existence indépendante, entre autres sous le règne de Babur, avant d'être annexée, à son tour, par le khanat de Kokand en 1809.

### Période de la Russie impériale
En 1867, après une conquête fulgurante des troupes russes menées par le général Mikhaïl Tcherniaïev (1865), Tachkent devint le siège du gouvernement général de ce qui fut formé en tant que Turkestan russe et le chef-lieu administratif de l'oblast du Syr-Daria. La ville voit ensuite l'arrivée massive d'immigrants russes et d'autres nationalités de l'Empire, attirés par le climat clément de cette contrée orientale nouvellement conquise. Tachkent est alors divisée entre ville nouvelle (russe), verte et européenne, et vieille ville (autochtone), traditionnelle et poussiéreuse. À la limite de la nouvelle et de la vieille ville, de part et d'autre du vieux canal Ankhor, s'est constitué le centre moderne de Tachkent, bordé par des bâtiments administratifs et des édifices publics, notamment autour de la place de la cathédrale (aujourd'hui place de l'Indépendance). En 1901, le tramway de Tachkent effectue son premier parcours au centre-ville.
Avec la chute de l'Empire russe, le gouvernement provisoire lève toutes les restrictions qui étaient basées sur la religion et l'origine, une vague d'enthousiasme se leva. Un défilé d'ouvriers et de soldats a lieu le 10 mars 1917 au son de la Marseillaise. En avril 1918, la ville devint la capitale de la République soviétique autonome du Turkestan.

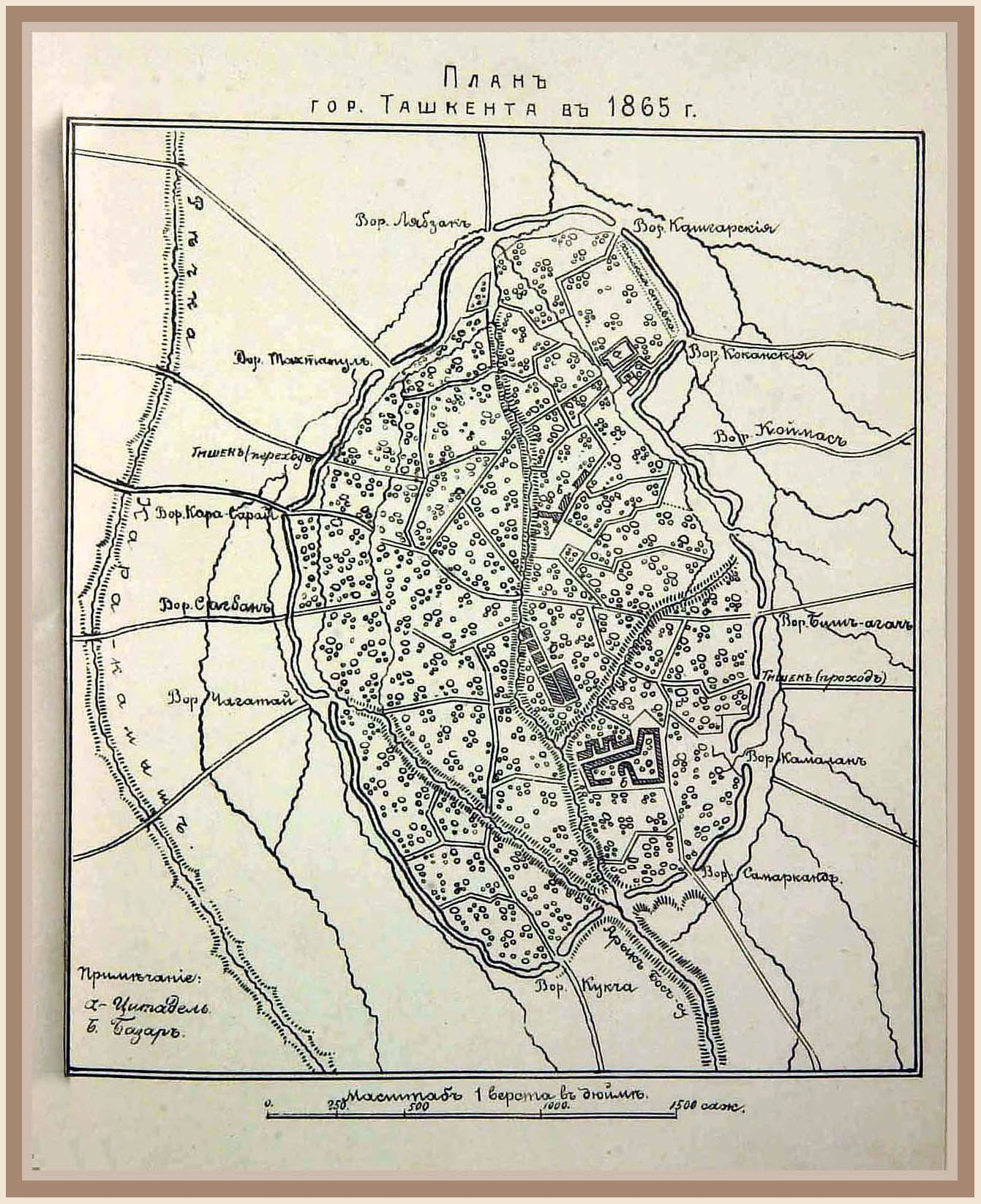
Tachkent, plan (1865).
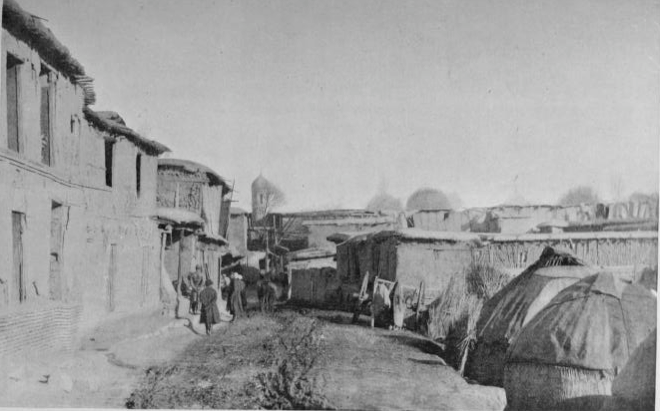
Vue d'une rue de la vieille ville asiatique en 1898.
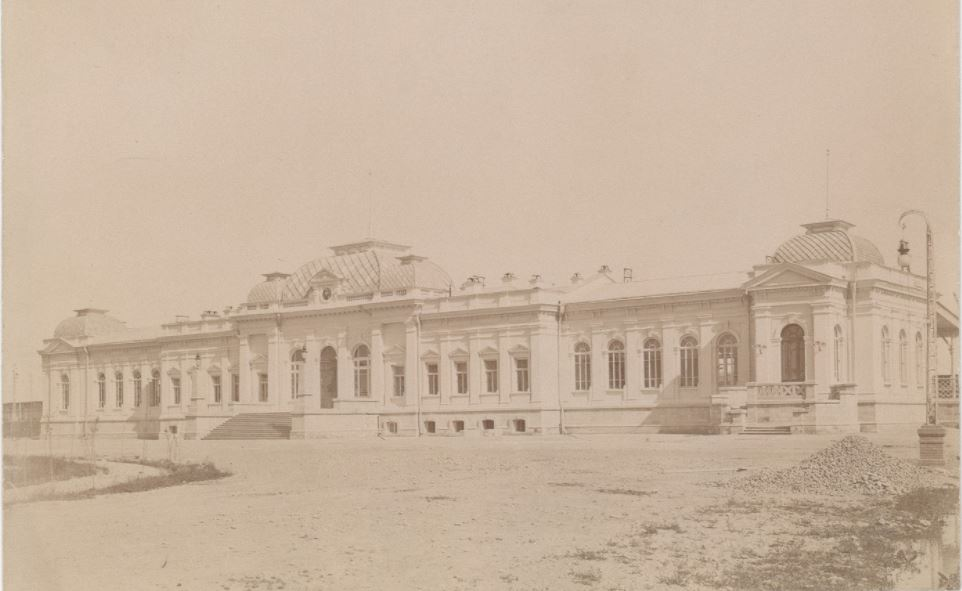
Gare de Tachkent, construite et photographie en 1899. (Société de géographie)
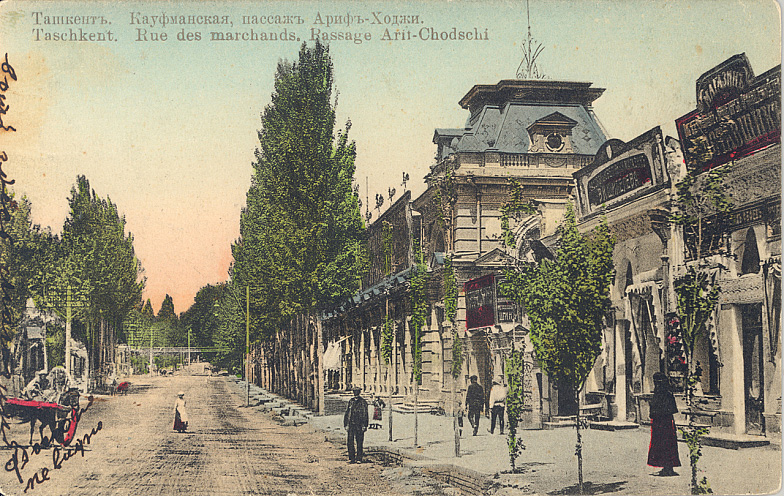
Vue d'une rue de la ville européenne de Tachkent vers 1910.
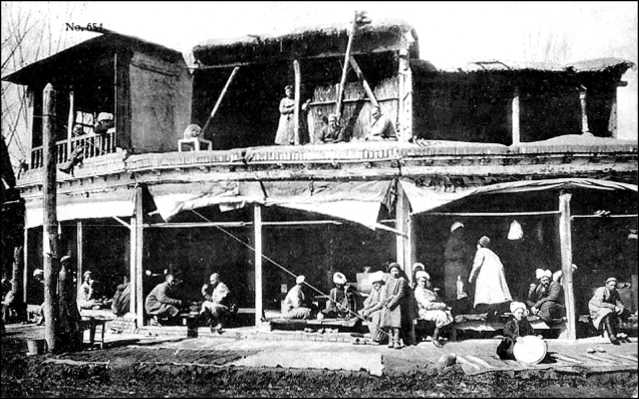
Vue de 1913

### Période soviétique

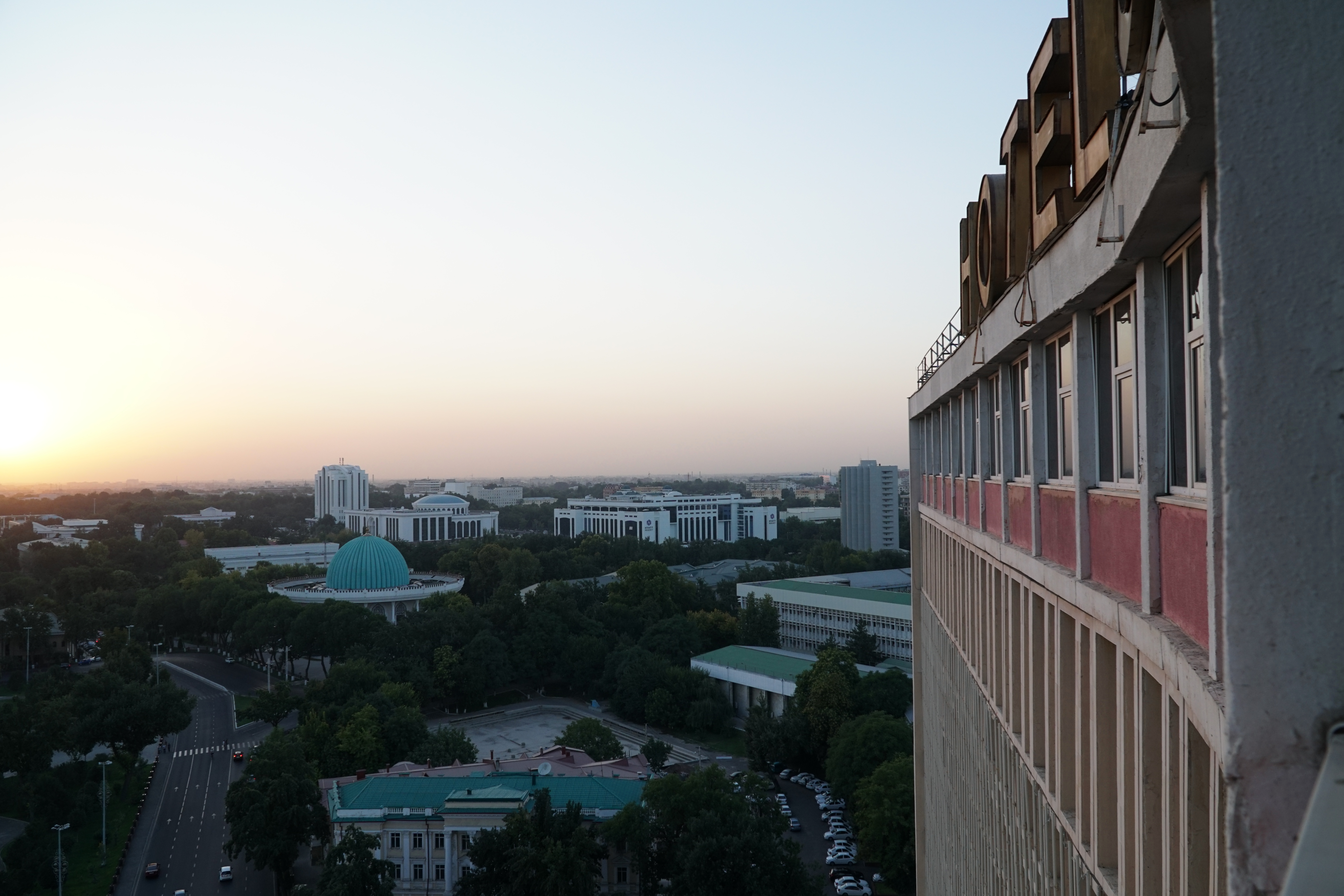
Vue de l'Hotel Uzbekistan.

En 1924, la ville de Samarcande devint la capitale de la République socialiste soviétique d'Ouzbékistan, et le resta jusqu'en 1930, date à laquelle Tachkent fut à nouveau désignée capitale d'Ouzbékistan.
Pendant la Seconde Guerre mondiale, Tachkent accueille plusieurs centaines de milliers de familles soviétiques fuyant l'invasion hitlérienne à l'ouest, dont de multiples orphelins de guerre, ce qui accélère la russification de la ville. Une partie des industries lourdes de la partie européenne de l'URSS est également évacuée à Tachkent. Ces usines resteront en Ouzbékistan après la guerre, contribuant ainsi à l'industrialisation de la République. La célèbre poétesse russe Anna Akhmatova, fuyant tant les Allemands que Staline, se réfugie aussi dans la capitale ouzbèke de 1941 à 1945.
L'immigration de tous les coins de l'URSS crée un élan pour la science et la culture. En 1943, ouvre l'Académie des sciences de la RSS d'Ouzbékistan, puis suivent 23 instituts de recherche. Plusieurs studios de cinéma soviétiques y sont également évacués pendant la guerre. Après la guerre, la ville connaît également un grand essor architectural (théâtre Navoï, théâtre Moukimi, etc.).
Le 4 janvier 1966 est organisée à Tachkent la Conférence indo-pakistanaise, qui aboutit au rétablissement des relations diplomatiques entre ces deux pays.
Le premier ministre indien Lâl Bahâdur Shâstrî meurt à Tachkent d'une crise cardiaque le lendemain de la signature de l'accord historique avec le président pakistanais Muhammad Ayub Khan le 10 janvier 1966.
Tachkent et sa région sont sévèrement frappées par un tremblement de terre le 26 avril 1966, après lequel un vaste programme de reconstruction est lancé, grâce à la participation de toutes les républiques soviétiques. Reconstruite, la ville acquiert un aspect architectural moderne et original, avec des parcs, grandes places et larges avenues boisées. La ville ne connaissant presque pas de précipitations entre les mois de juin et septembre, un réseau de mini-fontaines et de mini-canaux d'irrigation (aryqs) est installé à travers tout Tachkent pour arroser les gazons et les arbres, massivement plantés dans les nouveaux quartiers comme Tchilanzar. Après le tremblement de terre de 1966, Tachkent prend l'aspect d'une ville moderne à l'urbanisme typiquement soviétique (larges avenues boisées, quartiers constitués en blocs d'habitations, etc.). La place Lénine (ancienne place Rouge et ancienne place de la cathédrale) est agrandie plus de trois fois et demie avec une nouvelle statue de Lénine.
Après 1966, la capitale ouzbèke connaît une expansion considérable. Sa superficie double par rapport à 1946. Tachkent devient ainsi la ville la plus peuplée d'Asie centrale, dépassant de loin sa rivale, la ville d'Almaty, ancienne capitale du Kazakhstan. Tachkent est désormais une métropole industrielle moderne (machinerie agricole, aéronautique, textile, etc.) et culturelle ouzbèke. Elle abrite des universités, plusieurs dizaines de facultés et de nombreux théâtres et musées. Dans les années 1960-1980, Tachkent a accueilli le prestigieux Festival international de films d'Asie, d'Afrique et d'Amérique latine.

### Depuis l'indépendance

Tachkent (la plus grande ville d'Asie centrale), vue de l'espace (zone grise en haut à droite) dans la vallée de la rivière Chirchiq. Dans les zones non-désertiques, on voit les champs de coton qui dominent (devant le blé, le riz, le jute, les melons et divers légumes). Au centre, la masse d'eau vert foncé est le réservoir de Shardara (lac artificiel issu du barrage de Chardara, consacré à l'irrigation ; la couleur claire montre l'accumulation de sédiments apportés par le fleuve Syr Darya. On distingue aussi les 4000 km2 du lac Aydar, également artificiel (le plus grand réservoir d'Ouzbékistan).
Source : ASA, mission Copernicus Sentinel-2 (résolution de 10 m)

Le 16 février 1999, Tachkent subit six explosions, dont une devant le Parlement, peu avant l’arrivée du président Islom Karimov. Les bombes font seize morts et cent trente blessés, et ravagent certains immeubles gouvernementaux ainsi que le siège social de la Banque nationale. Les autorités croient à un attentat contre le président et accusent la mouvance islamique. En 2004, deux autres attentats attribués au mouvement islamiste Hizb ut-Tahrir ont lieu à Tachkent : fin mars une explosion visant les forces de l’ordre se produit sur le bazar de Tchorsu, et fin juillet, des attentats suicides sont perpétrés simultanément contre les ambassades des États-Unis et d’Israël. Depuis, la police (militsia) est omniprésente : les contrôles ont été renforcés dans les endroits populaires et à la sortie de l'agglomération. Néanmoins, le climat politique est revenu à la normale et les élections législatives (26 décembre 2004 et 9 janvier 2005) se sont déroulées dans le calme et sans incident.
Depuis 2000, un réseau de voies rapides et d'échangeurs routiers a été créé dans Tachkent pour désengorger le trafic automobile en constante augmentation, et accélérer l'accès aux quartiers périphériques. Plusieurs endroits de la ville ont connu d'importantes transformations (construction de routes, de parcs ou de nouveaux immeubles), souvent accompagnées par une destruction de quartiers entiers ou d'immeubles historiques.
En 2018, la décision des autorités de créer « Tachkent City », un grand centre d’affaires, conduit à l'expulsion des milliers d’habitants du centre historique de la ville et déclenche une vague de protestations.

## Population

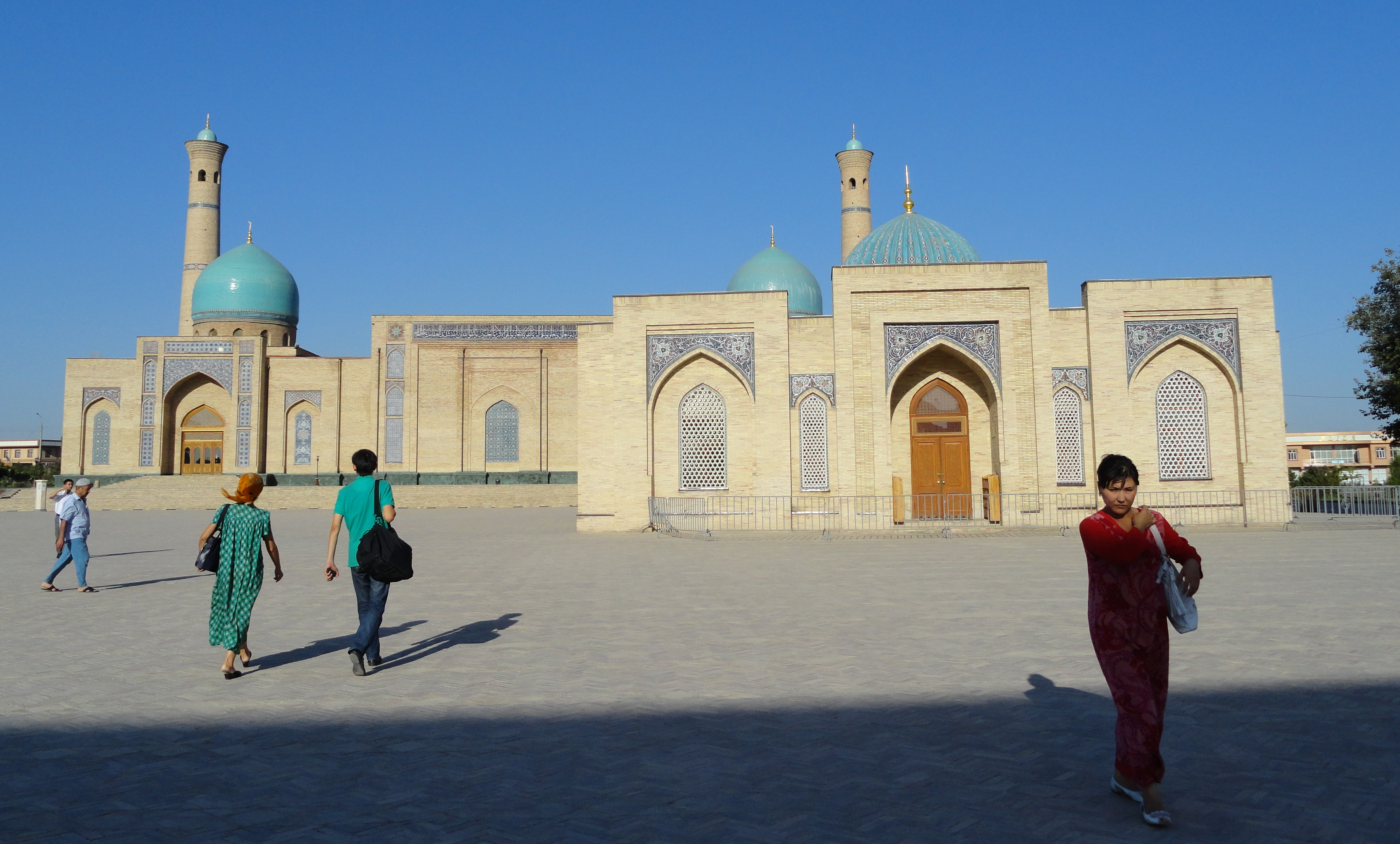
Muyi Muborak Madrasah.

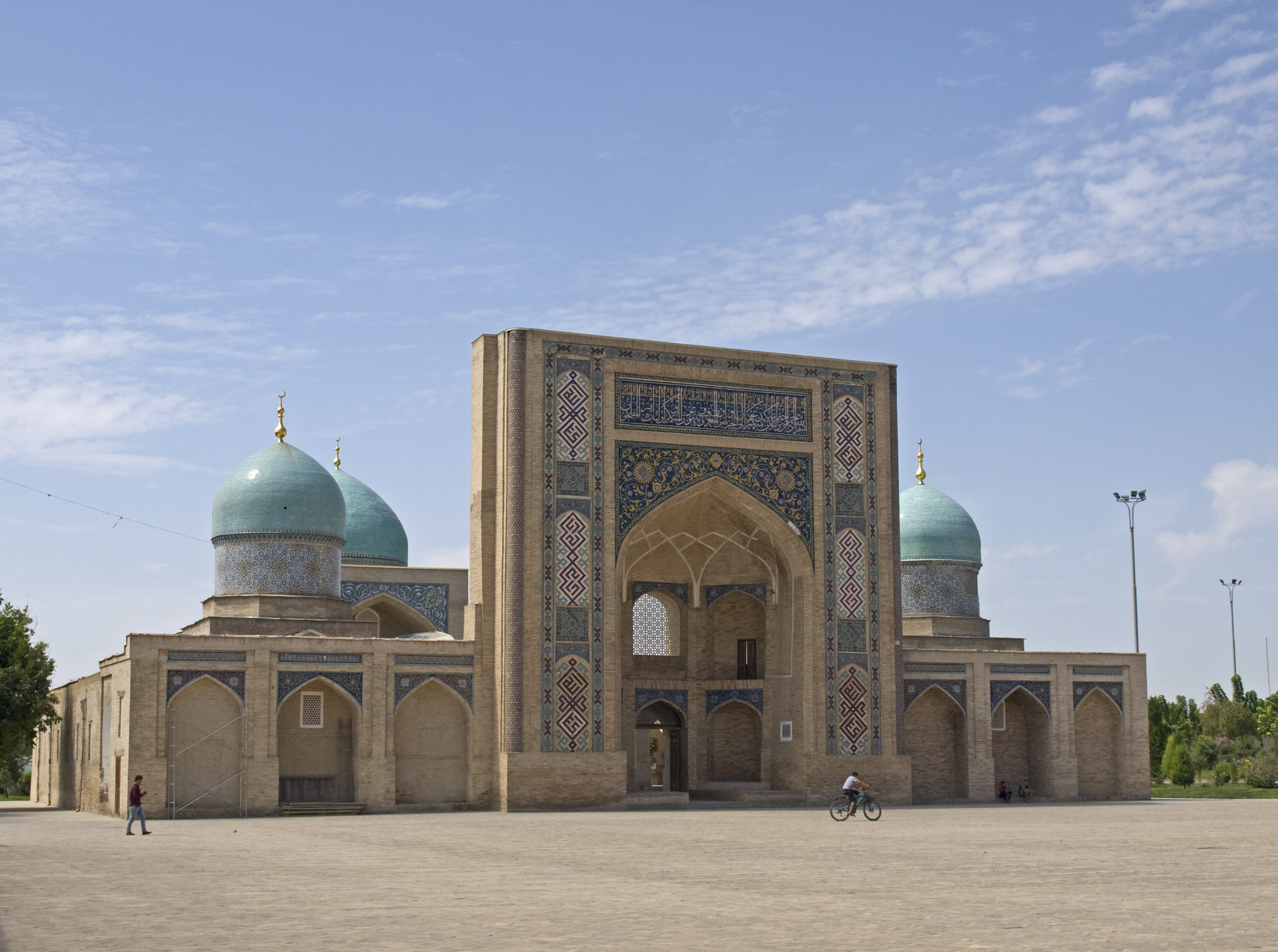
Le Barakhan Madrasah, un édifice religieux musulman.

Recensements (*) ou estimations de la population :

## Lieux d'intérêt, architecture et urbanisme
La ville de Tachkent est très célèbre pour ses superbes marchés couverts, les bazars (bozorlari en ouzbek) : ce sont les endroits les plus pittoresques et vivants de la ville, dont les plus connus sont Oloy (Alaïski), Chorsu, Farhod (Farkhadski), etc., avec des étalages abondants de grenades, de raisins, de fruits secs, d'épices parfumées, de pommes et de poires, de tomates géantes ou de kakis.
La capitale ouzbèke est une ville très verdoyante, une véritable oasis fortement aérée, et située entre les montagnes de Tchimgan et les vallées irriguées du Tchirtchik et du Syr-Daria. Tachkent est au cœur d'une vaste région agricole : la ville est entourée de plantations de coton, de jardins fruitiers et de vignobles.

### Constructions pré-soviétiques

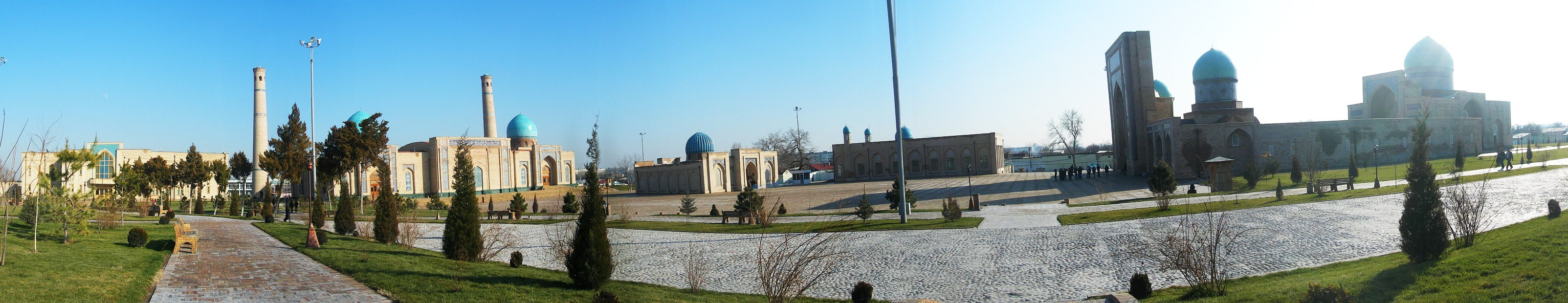
Panorama du complexe Khazrat Imam.

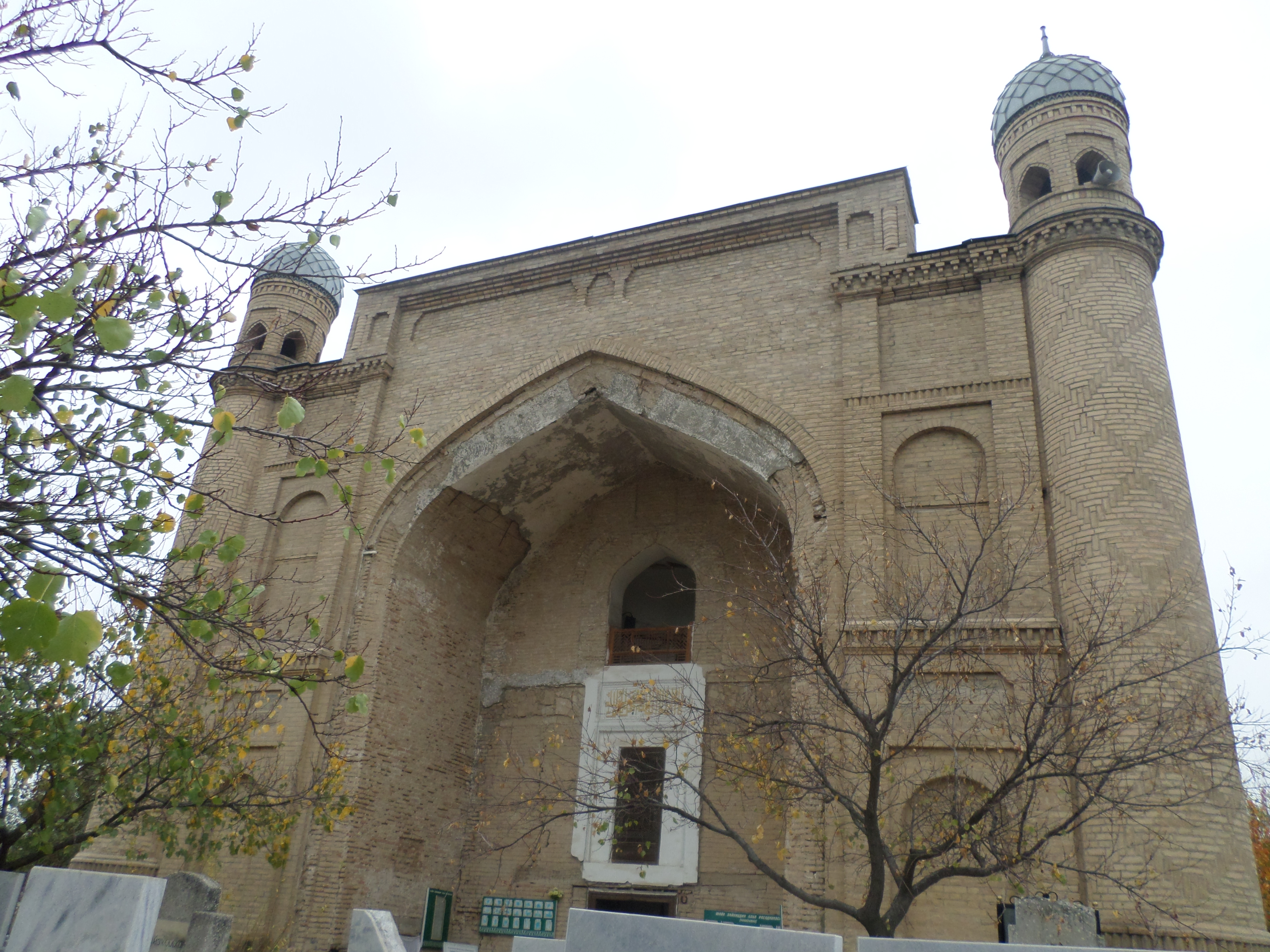
Mausolée du cheikh Zaïnoudine-Bobo, XVIe siècle.

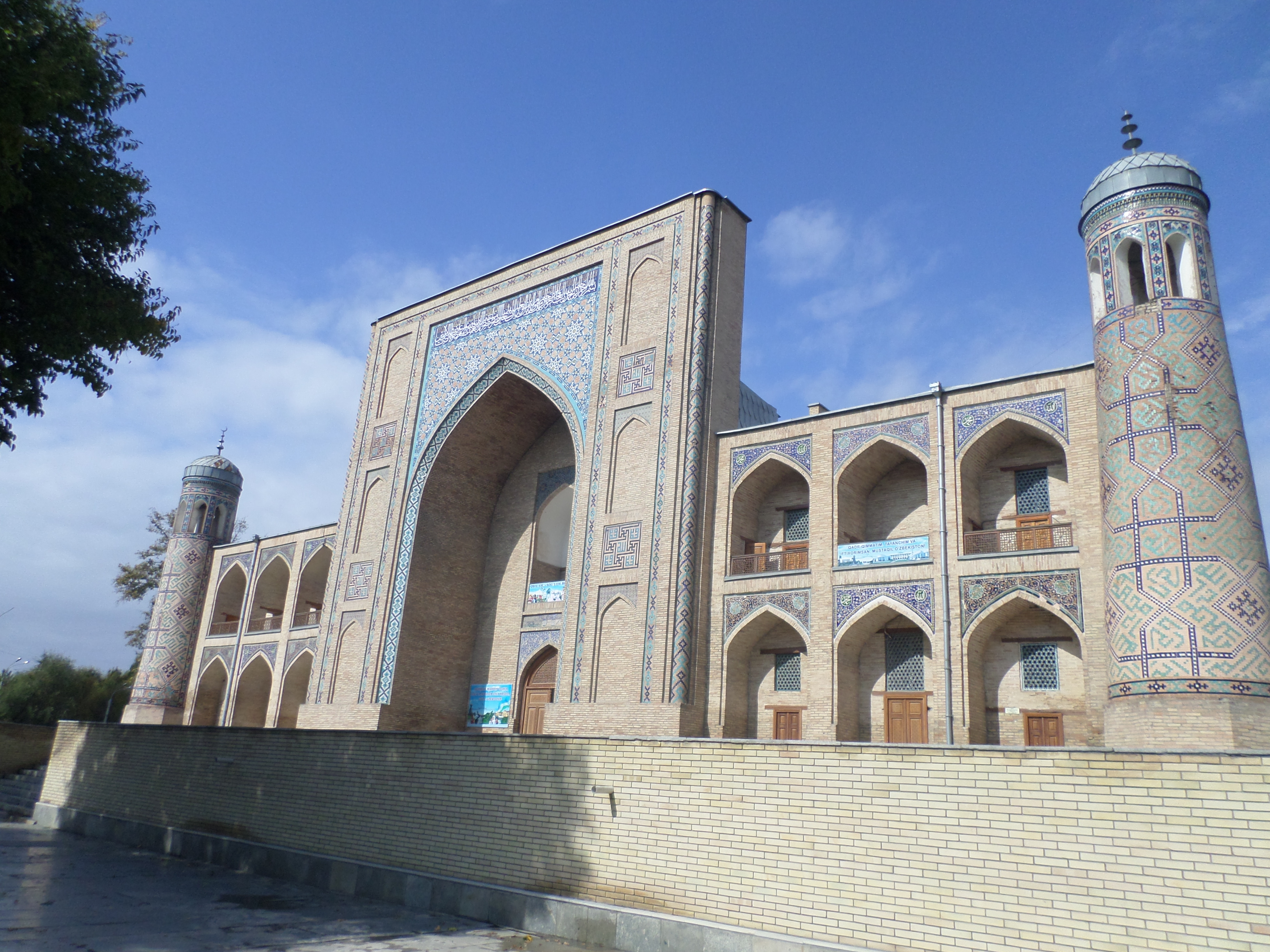
Madrasa Koukeldach, XVIe siècle.

(Note : les noms des lieux historiques tachkentois ci-dessous mentionnés sont francisés phonétiquement et diffèrent de leur graphie ouzbèke latine)
De l'architecture tachkentoise d'avant le XVIe siècle, quand Tachkent est devenue la capitale des Chaïbanides, ne subsistent, de nos jours, que de rarissimes vestiges, tels que ceux de la Tchilla-khaneh (refuge de la chaleur et salon du thé) auprès du mausolée de Zaïnoudine-Bobo.
Le quartier d'Oq-Tepa (Oktépa), dans l'arrondissement de Tchilanzar (sud-ouest de Tachkent), recèle un site archéologique près de la rivière de Boz-sou. Le site est composé d'un kourgane de 15 mètres de hauteur, lié au culte des panthéistes, et les vestiges d'un château fort carré avec quatre tourelles datant du IVe siècle. Le site possède également des ajouts à usage religieux datant du Ve au VIIIe siècle. Tout porte à croire qu'Oq-Tepa fut un carrefour commercial majeur de la ville (madina) de Tchatch.
Vers la fin du XVIe siècle voient le jour la madrasa (école coranique) Barak-Khan et la mosquée au sein du centre Khazrat Imam (Hast Imom) (connu aussi sous le nom de Teliachaïakh), dont la construction débuta au Xe siècle. Cette dernière garde les fragments d'un Coran ancien, faussement attribué au troisième calife Uthman. En réalité, il date de la fin du VIIIe siècle ou du début du IXe siècle. Ce vieux livre de 353 pages a été conservé dans les trésors des califes d’Arabie (à Médine, Damas, Bagdad). Tamerlan (Amir Timour) le rapporta au retour de sa conquête de la Mésopotamie. Sous la Russie impériale, le Coran a été envoyé à Saint-Pétersbourg et déposé à la bibliothèque publique impériale. Après le révolution de 1917, les musulmans de Kazan l’emportent dans la ville d'Oufa, puis à Tachkent.
Cet édifice islamique célèbre, récemment restauré, recèle également la sépulture d'Abou Bakr Moukhammad Kaffal Chachi (Abu Shashi), docteur de l'islam, philosophe et poète qui vécut de 904 à 979. Le mausolée d'Abou Bakr Moukhammed Kaffal Chachi a été bâti en 1541 au-dessus de la tombe d'Abou Chachi qui était l'un des premiers prophètes islamiques locaux, mort en 976. Le grand tombeau a souffert des tremblements de terre, mais des éléments de sa décoration demeurent toujours intacts. La madrasa a été partiellement reconstruite dans les années 1900 et totalement restaurée en 2008.

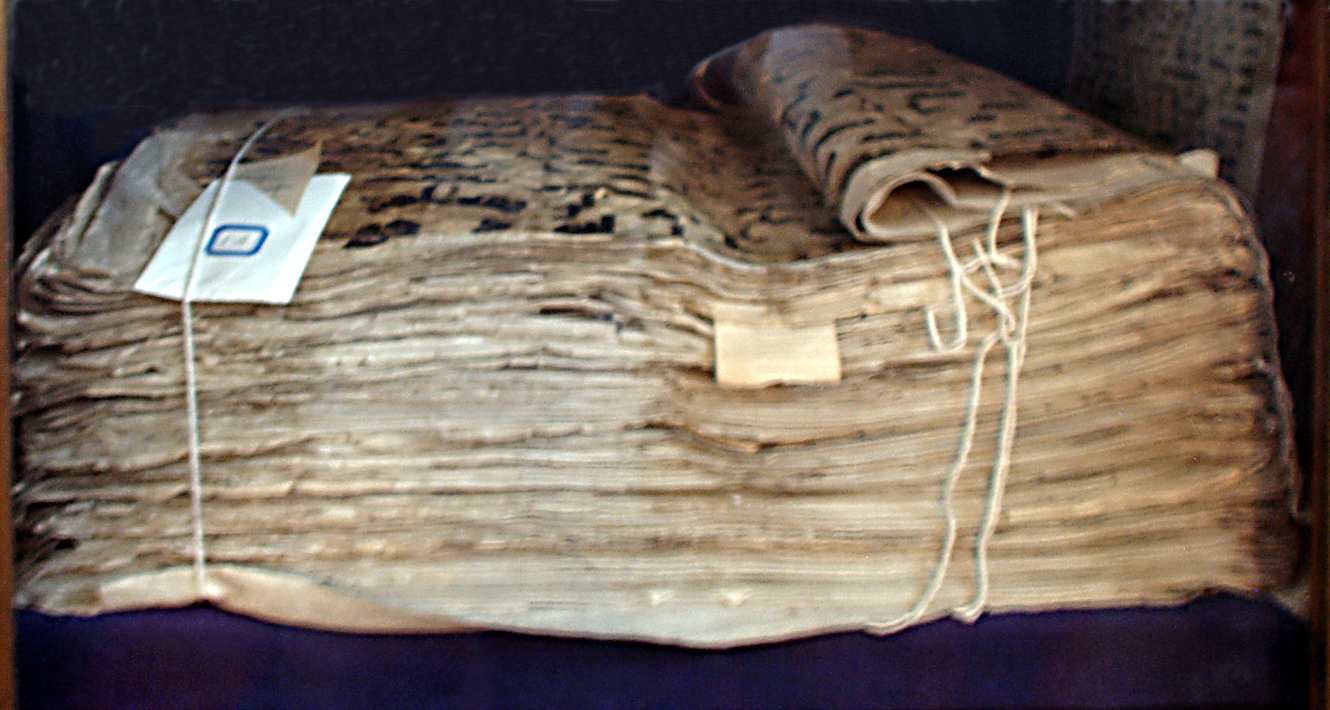
Le Coran dit « de Uthman ben Affan ».

À la même époque est érigée la madrasa Koukeldach, située à l'entrée de la vieille ville. Son architecture traditionnelle lui donne un aspect similaire aux autres madrasas du pays. La façade du bâtiment est décorée de majolique et les inscriptions islamiques ornent la voûte de l'une des entrées (pishtak) de la madrasa. Les fenêtres sont faites avec des treillis traditionnels (pandjara) protégeant les pièces du soleil ardent d'été. La cour intérieure boisée de la madrasa se termine par un bâtiment plus grand, surmonté d'un dôme - darskhaneh ou darskhona (salle de cours). Les pièces réparties autour de la cour, les houdjrs, servent d'habitation aux étudiants, et les leçons s'effectuent, en règle générale, en plein air dans une cour de la madrasa, ce que le climat local permet pendant une grande partie de l'année.
Seulement trois mois après la conquête russe, en octobre 1865, les troupes d'Alexandre II érigent dans la ville la forteresse de Tachkent, une fortification unique en Asie centrale. La construction, faite sous forme de citadelle dispose de six bastions et de trois portes. Bien fortifiée, dominant stratégiquement la « vieille ville » et protégeant celle dite « nouvelle » (russe), la forteresse de Tachkent est une importante place forte de l'armée russe dans la région. Mais ce sont plutôt les attaques des soldats russes que les officiers de la forteresse doivent affronter, en 1905 et en 1917 (lors de la révolution russe), ainsi qu'en 1919, quand la forteresse est au centre d'une émeute anti-bolchévique, dirigée par Constantin Ossipov et réprimée dans le sang. De nos jours, il ne subsiste qu'une porte de cette forteresse. De radicales rénovations ont toutefois débuté en 2008.
La place centrale - ou place Amir Timour (Markaziy (ou Amir Timour) Hiyobon) -, déployée à partir de 1882 en tant que place Constantin (Konstantinovski) est rénovée à la fin des années 1990. Ses platanes centenaires, jadis protégés par l'État, sont décortiqués par les « mises en perspective » à la fin de 2009. Certains bâtiments datant de XIXe siècle situés à la proximité de la place sont aussi démolis. La place donne accès à la rue piétonne Sayilgoh, officieusement appelée Broadway.

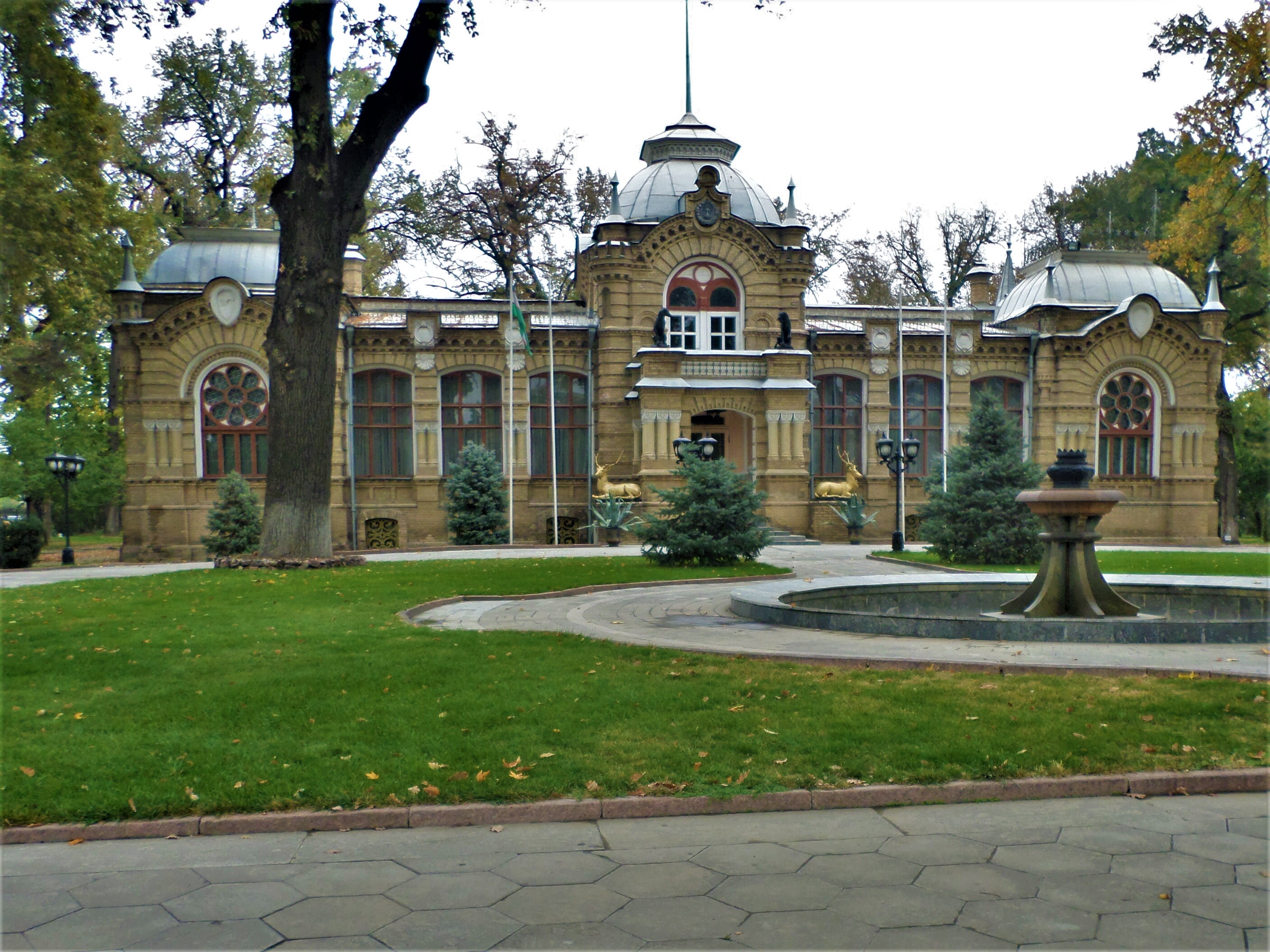
Le palais du prince Romanov construit en 1891.

Le palais du prince Romanov est construit à la fin du XIXe siècle en tant que résidence de l'ex-grand-duc Nicolas Constantinovitch de Russie (1850-1917), cousin du tsar Nicolas II banni à Tachkent pour des affaires impliquant les bijoux de la couronne russe. Son palais toujours présent dans le centre-ville est en excellent état. Autrefois palais des pionniers puis musée de la joaillerie, il est maintenant utilisé par le ministère des Affaires étrangères ouzbek pour des réceptions officielles. La cathédrale orthodoxe de Tachkent, construite à la fin du XIXe siècle et récemment restaurée, témoigne également de l'époque russe. Outre la cathédrale orthodoxe, il existe trois autres églises orthodoxes russes à Tachkent, l'église Saint-Alexandre-Nevski au cimetière Botkine, l'église Saint-Vladimir au cimetière de Dombrabad et l'église Saint-Hermogène. Cinq églises ont été détruites pendant la période soviétique et une en 2005. Il existe enfin une cathédrale catholique construite par les Polonais en 1912.
Le quartier de Cheikhantaour (Sheyhantaur), construit par le maître usto Abd ar-Rahim vers 1892, est un autre secteur remarquable de la vieille ville de Tachkent. L'entrée de Cheikhantaour du côté de l'actuelle rue Navoï a été exécutée en forme carrée avec quatre grandes voûtes irrégulières. Le dôme qui semble taillé au bistouri et les tourelles ciselées - le gouldasta - décorent cette structure remarquable appelée « tchortak ».

### Époque soviétique

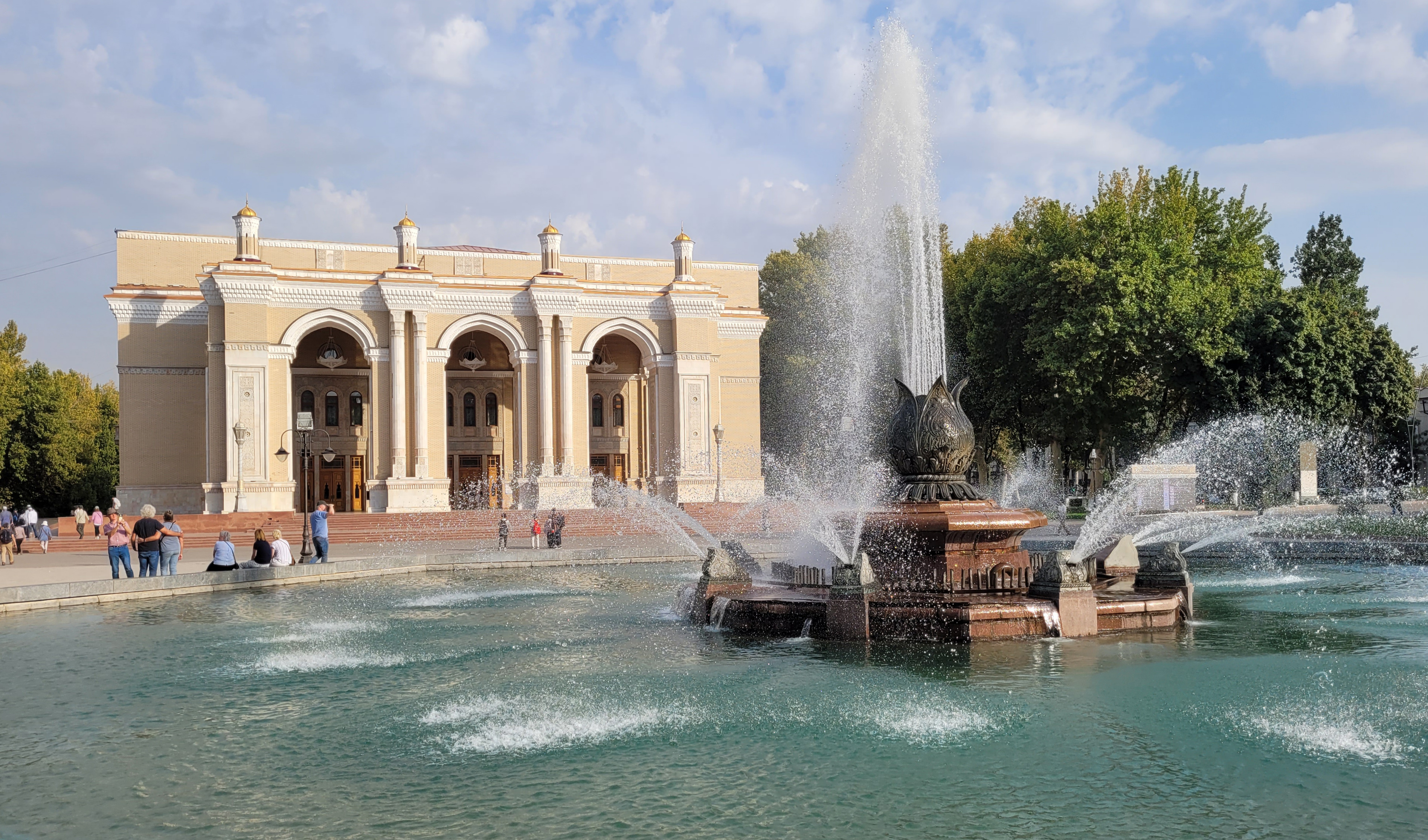
Théâtre d'opéra et de ballet Alicher Navoï.

Le grand opéra de Tachkent, dont le nom officiel est Théâtre d'opéra et de ballet Alicher Navoï et qui porte le nom d'un célèbre poète du Moyen Âge, est une œuvre de l'architecte et académicien soviétique russe Alexeï Chtchoussev (qui a aussi conçu le mausolée de Lénine à Moscou). C'est un exemple typique de l'architecture ouzbèke soviétique du milieu du XXe siècle, alliant monumentalisme stalinien et motifs nationaux. Construit en 1947 par des prisonniers japonais, il a supporté sans dommage le tremblement de terre de 1966. Les salles du théâtre sont ornées d'ouvrages réalisés par les meilleurs maîtres artisans ouzbeks - östolari - qui ont transformé le foyer du théâtre en un musée original d'art décoratif national.
Dans la même époque, en 1947, la Tour de l'horloge (kouranty) est érigée au centre-ville, muni d'un mécanisme rapporté d'Allemagne. Resté longtemps symbole de la ville, cette tour a eu sa jumelle, construite en face en 2009.
Parmi les multiples musées de Tachkent, le Musée des arts appliqués abrite une collection étendue de céramiques, de bois découpé, de textiles, de tapis, de fonte, et d'autres artisanats. Le musée des beaux-arts (regroupant quelques chefs-d'œuvre d'art antique, de peinture russe du XVIIIe siècle et du XIXe siècle et d'impressionnistes français), le musée d'histoire, le musée Amir Timour (Tamerlan) ou la toute nouvelle galerie NBU d'arts modernes (les deux derniers ont été construits après l'indépendance) sont également dignes d'intérêt.
La capitale ouzbèke est la seule ville d’Asie centrale dotée d’un métro dont chaque station est largement décorée selon un thème particulier. La première ligne est inaugurée en 1977, et on en compte aujourd’hui trois.
Parmi les constructions de l'époque soviétique, celle de la Tour TV de Tachkent est remarquable : cette structure unique qui fait 375 mètres de haut marie les architectures traditionnelles ouzbèkes et contemporaine. La tour abrite les équipements de radiotélévision et d'autres types de communication, ainsi qu'un restaurant tournant.

### Depuis 1991

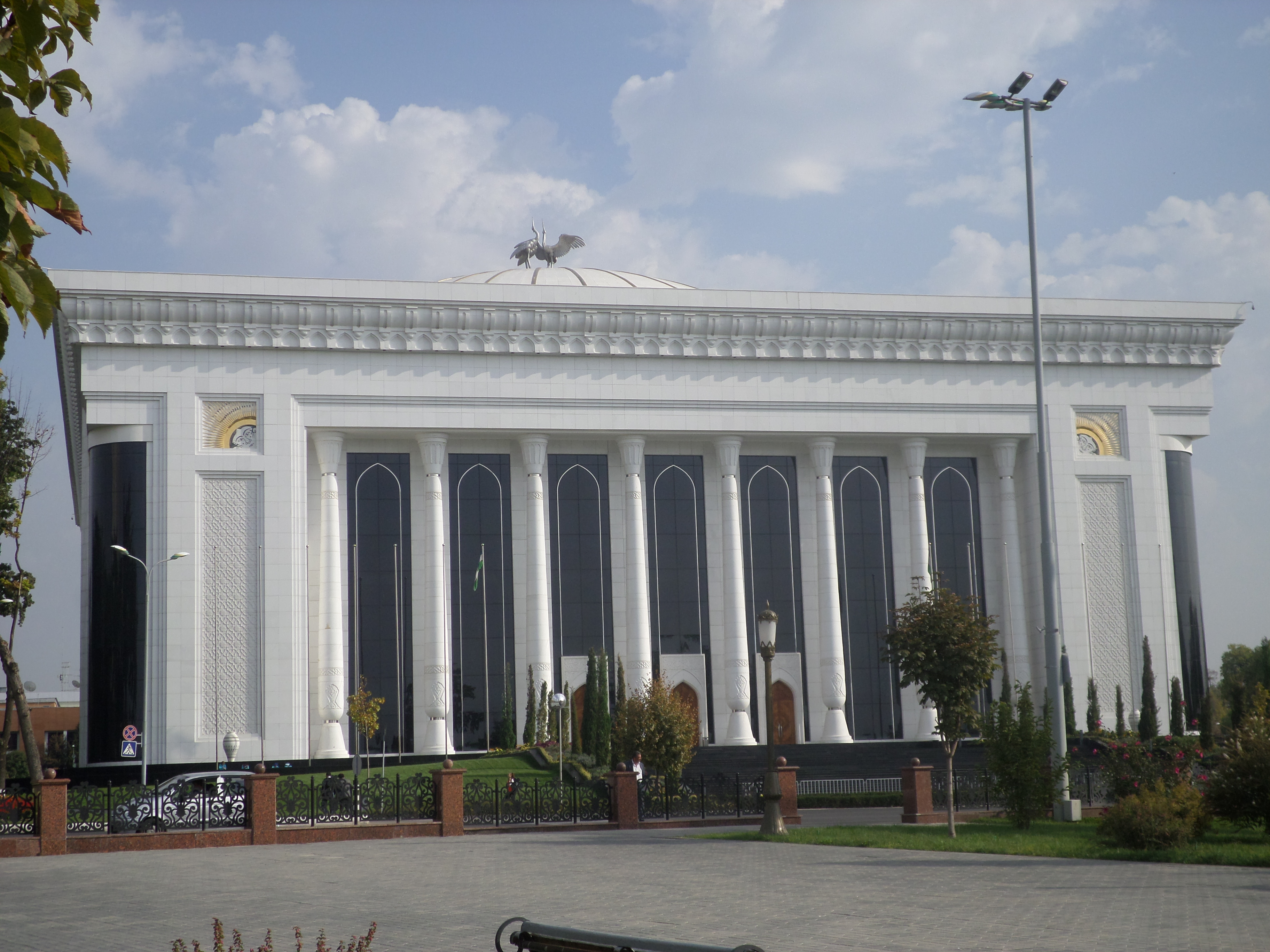
Façade du Palais des forums en construction (été 2009).

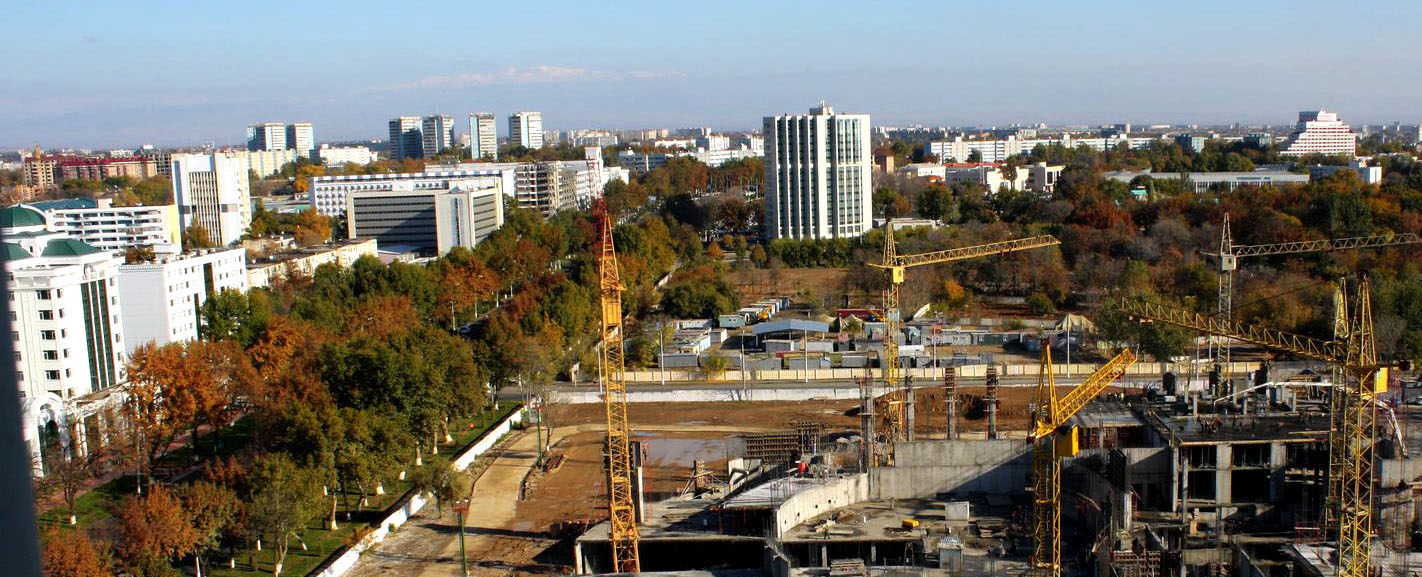
Le centre-ville de Tachkent.

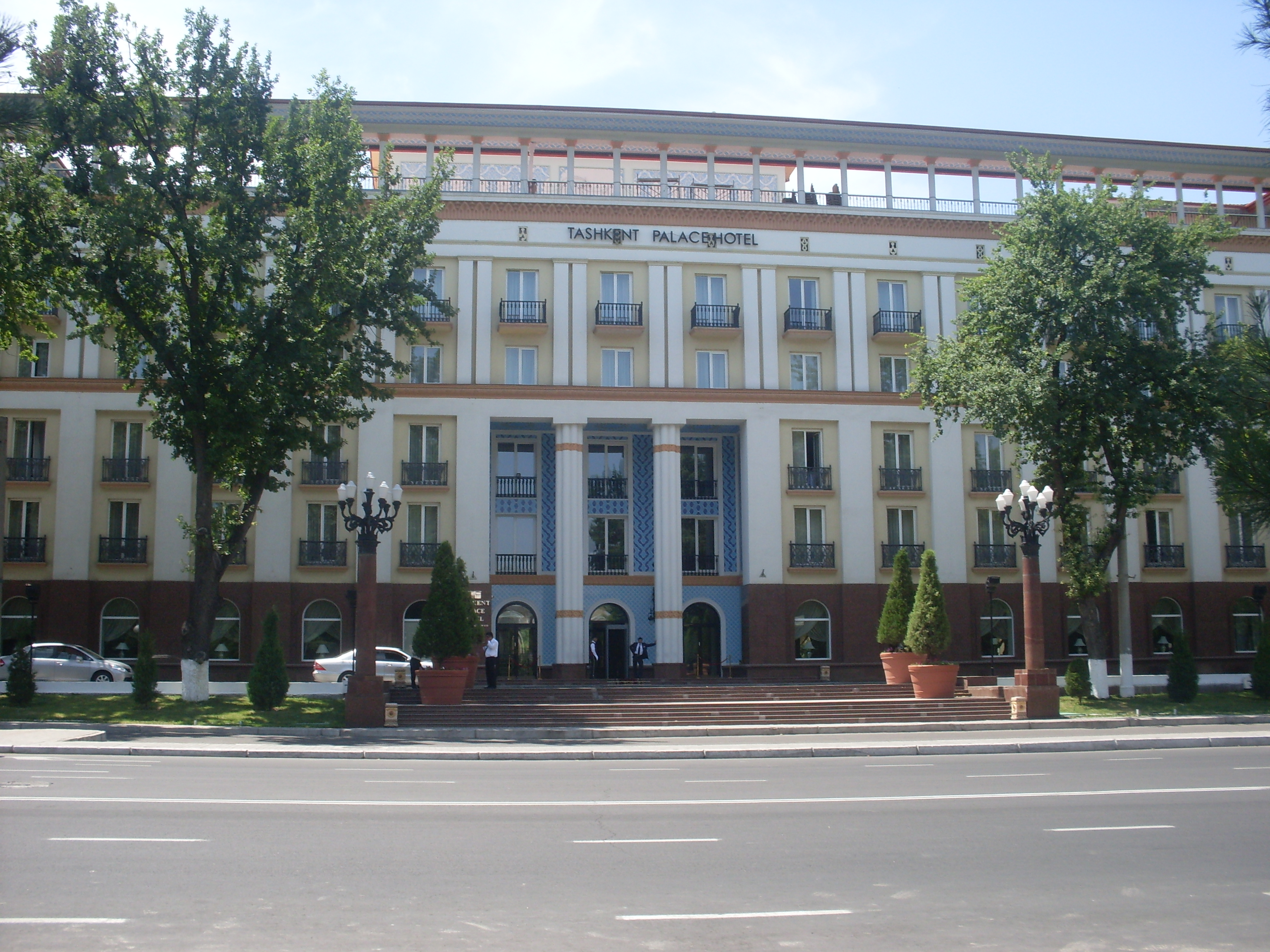
Hôtel Le Méridien, Tachkent.

Depuis l'indépendance, conséquence de la dissolution de l'URSS à Noël 1991, et surtout dans les années 2000, le président ouzbek Islam Karimov a commencé et supervisé un vaste programme de reconstruction urbaine, sans consultation publique, censé donner à la ville un aspect encore plus moderne et fonctionnel. Ce plan d'urbanisme allie les traditions d'architecture islamique (arches, coupoles turquoise, décors en gypse sculpté, etc.), le classicisme monumental (grandes colonnes, clôtures en fonte, usage massif de marbre) et le modernisme fonctionnel (vitres teintées, chrome, etc.) dans le but d'illustrer le renouveau de la nation et l'avenir voulu radieux d'une puissance économique régionale. Il cherche également à effacer toute trace du passé soviétique, ce qui se traduit par une destruction de la totalité de symboles ou de monuments à connotation politique provenant de cette époque. Les autorités de la ville ont également procédé au renommage de toutes les toponymies ayant un rapport direct ou indirect avec l'époque socialiste (par exemple, le nom « amitié des peuples », le leitmotiv de la politique nationale soviétique, est désormais banni).
Beaucoup d'efforts de construction se concentrent sur les bâtiments des organes du pouvoir, des banques, ainsi que les salles de concert. Parmi eux, d'imposants bâtiments sont nouvellement construits, avec colonnades et coupoles de couleurs vives, tels que l'hôtel de ville (Toshkent Shahri Hokimiyati), l'Assemblée nationale (Oliy Majlis) ou encore le palais Blanc présidentiel (Oq Saroy), caché du regard de la population. Le bâtiment du cabinet des ministres (gouvernement), sérieusement endommagé après les attentats de 1999, ainsi que celui du parlement, ont été entièrement refaits selon les goûts personnels du président Karimov, tandis que l'ancien symbole de la ville, la double tour qui se trouvait, comme les deux autres, sur la place de l'Indépendance (Moustaqillik Maïdoni), place de type agora la plus vaste d'Asie centrale, a été complètement refaite.
Plusieurs immeubles modernes et élevés ont surgi le long des axes routiers. La Tour de la National Bank of Uzbekistan (haute de 108 m) est ainsi construite non loin d'un complexe d'affaires et d'hôtels, d'un centre sportif et de deux parcs d'attractions. (Tashkentland et Akva-park).
Dans les années 2004-2008, le centre historique de Tachkent continue à se transformer, surtout après l'annonce des festivités pour célébrer les 2 200 ans de la ville en 2009. Le marché Tchorsou et la place Eski Djouva sont rénovés et un Centre de la mode est construit à leurs alentours avec respect du style ancien des constructions avoisinantes héritées de l'époque des Timourides. Plusieurs édifices religieux sont restaurés ou construits avec de grands moyens issus de fonds publics ou privés.
Pour marquer les 2 200 ans de la ville, un imposant palais des congrès « Ouzbékistan » est érigé sur la place Amir-Timur. Le bâtiment, muni d'une coupole de 48 mètres, a une superficie totale de 9 500 m2. Il dispose de deux salles de 2 200 et de 300 places chacune.

### Aux alentours de Tachkent

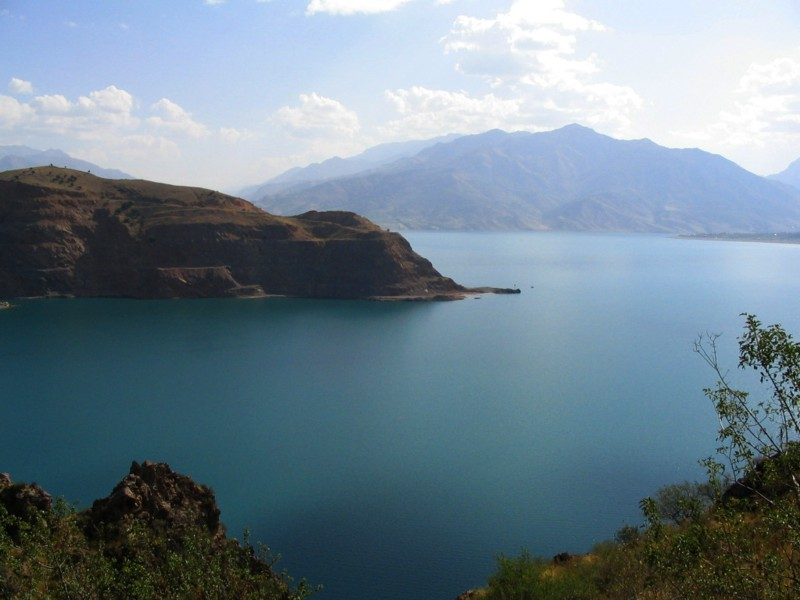
Le lac artificiel Tcharvak situé dans la province de Tachkent.

Plusieurs lieux d'intérêt se trouvent en dehors de l'enceinte de la ville de Tachkent.
À 60 km au nord-est se trouve la région de Bostandyk, appelée la zone subtropicale du Tian Shan en raison de la chaleur constante qui y règne toute l'année, les montagnes la protégeant des vents froids du nord ; l'humidité y est propice aux vergers, à la vigne et aux noyers. Le chef-lieu de cette région, Tchimgan, est l'endroit de villégiature le plus réputé d'Ouzbékistan et une station de sports d'hiver de montagne importante. Non loin de là, le lac artificiel de Tcharvak offre des paysages majestueux et une aire de repos appréciée des citadins fuyant la chaleur estivale de la capitale.

## Transport

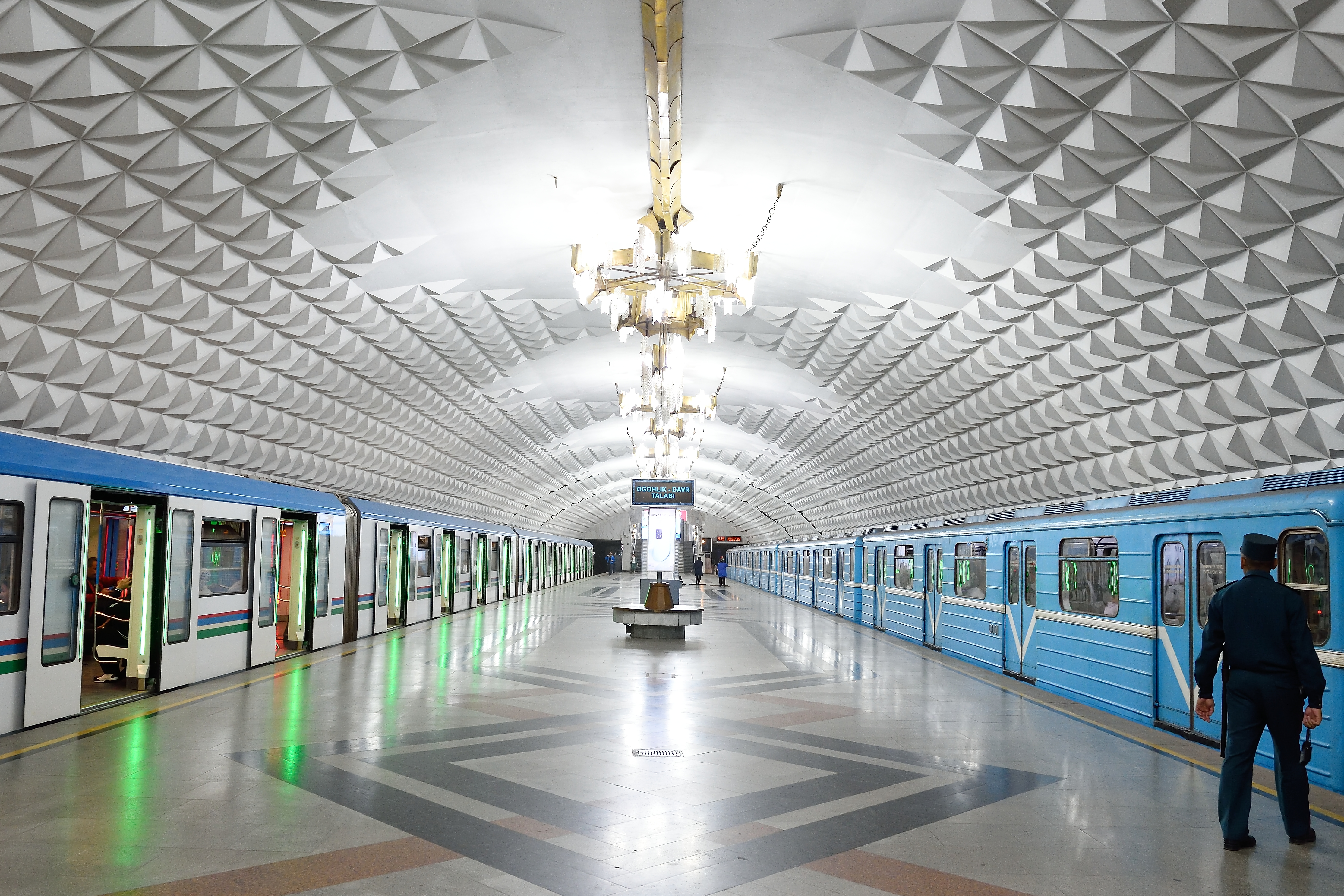
Une station du métro de Tachkent.

Tachkent possède un aéroport international (Yuzhny, prononcé Ioujnyï (du Sud), code AITA : TAS), l'aéroport international de Tachkent, soit le plus grand du pays et d'Asie centrale.
Au niveau local, Tachkent est desservie par un métro, construit en 1977 et comprenant 50 stations, ainsi qu'un réseau d'autobus (ru) comprenant 163 lignes. D'autres réseaux desservaient autrefois la ville, par exemple un trolleybus (en) jusqu'en 2010 et un tramway jusqu'en 2016. Une réouverture de ce dernier est prévue en 2024. Une ligne de train à grande vitesse (en) relie Tachkent à Boukhara, une grande ville du centre-ouest du pays.

## Économie
Entre 1941 et sa fermeture en 2014, l'association de construction aéronautique de Tachkent qui était l'une des cinq plus grandes usines aéronautiques au monde a produit environ 10 000 avions et employait jusqu'à 50 000 personnes dans les années 1980.

## Sport
Le football est le sport le plus populaire à Tachkent, dont trois équipes compétitionnent dans le Championnat d'Ouzbékistan de football.
- Pakhtakor Tachkent, club actif de football
- Lokomotiv Tachkent, club actif de football
- Olimpic Tachkent, club actif de football
- Traktor Tachkent, ancien club de football
- SKA-Sibal Tachkent, ancien club de football
- FK Dostlik Tachkent, ancien club de football

## Distinctions
La ville de Tachkent est décorée de l'ordre du Drapeau rouge soviétique.

## Dirigeants
| Nom                    | de            | à             |
| ---------------------- | ------------- | ------------- |
| Adhambek Fozilbekov    | 1992          | 1993          |
| Kozim Toʻlaganov       | 1994          | 2001          |
| Rustam Shoabdurahmonov | 2001          | 2005          |
| Abduqahhor Toʻxtayev   | 2005          | 2011          |
| Rahmonbek Usmanov      | Février 2011  | 24 avril 2018 |
| Jahongir Ortiqxoʻjayev | 24 avril 2018 | actuel        |

## Jumelages
- Berlin (Allemagne) (1993)
- Courtrai (Belgique)
- Dnipro (Ukraine) (1998)
- Istanbul (Turquie) (1972)
- Astana (Kazakhstan)
- Séoul (Corée du Sud)
- Seattle (États-Unis)
- Shanghai (Chine)
- Tunis (Tunisie) (1978)
- Nagoya (Japon) (2019)

## Personnalités
- Benjamin Tagger (1912-1944), résistant franco-libanais, Compagnon de la Libération, né à Tachkent.
- Elvira Saadi (1952-), gymnaste, double championne olympique, est née à Tachkent.
- Yefim Bronfman (1958-), pianiste virtuose américain est né à Tachkent.
- Alina Kabaeva (1983-), personnalité politique russe.
- Nodirbek Abdusattorov (2004-), joueur d'échecs ouzbek.
- Renata Shakirova (?-), ballerine première soliste au ballet du Théâtre Mariinski.
- Naima Mahmudova (1928-2017), médecin et personnalité politique soviétique.
- Svetlana Radzivil (1987-), sauteuse en hauteur olympique, est née à Tachkent.
- Tursunoy Saidazimova (1911-1928), première actrice ouzbèke ayant retiré son voile sur scène.
- Rita Volk (1990-), actrice américano-ouzbèke.
- Zulfiya (1915-1996), écrivaine née à Tachkent.
- Varvara Lepchenko (1986-), joueuse de tennis née à Tachkent.
- Nodirbek Abdusattorov (2004-), joueur d'échecs prodige né à Tachkent.